# Generationer
Generationer är en dansk kriminaldramaserie som hade premiär på danska DR1 i april 2025. Serien som består av sex avsnitt är skapad av Anna Emma Haudal.

## Handling
Försvarsadvokaten Rikke får en smärre chock när polisen anhåller hennes 87-åriga mormor Martha för mord. Det mumifierade liket av ett spädbarn har hittats på mormoderns vind, och Martha hävdar att det är hon som dödat barnet.

## Rollista (i urval)
- Ulla Henningsen – matriarken Martha
- Anette Støvelbæk – Tina
- Rikke Eberhardt Isen – Rikke
- Alice Bier Zandén – Anne-Sofie
- Jan Linnebjerg – Jesper
- Simon Sears – Martin
- Albert Arthur Amiryan – Isac
- Gordon Kennedy – Villy
- Henrik Koefoed – Kai